# Chaperia infundibulata
Chaperia infundibulata är en mossdjursart som beskrevs av Jean-Loup d'Hondt 1988. Chaperia infundibulata ingår i släktet Chaperia och familjen Chaperiidae. Inga underarter finns listade i Catalogue of Life.